# Ерік Перро
Ерік Перро (Éric Perrot) — французький біатлоніст, триразовий чемпіон світу, призер світових першостей.
Ерік Перро народився в родині біатлоністів: француза Франка Перро та норвежки Тоне Маріт Офтедал. Він успішно виступав на чемпіонатах світу серед молоді та юніорів. Серед дорослих він вхходив до переможних команд Франції в змішаній естафеті на чемпіонатах світу в Новому Месті та Ленцергайде. У Ленцергайде він також виграв індивідуальні перегони на 20 км. 

## Результати
Усі результати взято з сайту Міжнародного союзу біатлоністів

### Чемпіонати світу
6 медалей (3 золота, 1 срібло, 2 бронзи)
| Змагання         | Індивідуалка | Спринт | Персьют | Масстарт | Естафета | Змішана естафета | Одиночна змішана естафета |
| ---------------- | ------------ | ------ | ------- | -------- | -------- | ---------------- | ------------------------- |
| Обергоф 2023     | 32           | 49     | 32      | —        | —        | —                | —                         |
| Нове Место 2024  | 8            | 4      | 14      | 9        | Бронза   | Зоото            | —                         |
| Ленцергайде 2025 | Золото       | 14     | Бронза  | 7        | Срібло   | Золото           | —                         |